# Europa Jupiter System Mission

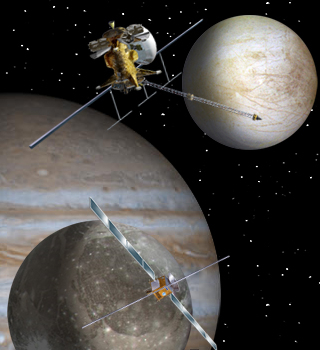
Vue d'artiste de la sonde (en bas) autour de Ganymède.

Europa Jupiter System Mission – Laplace (EJSM/Laplace) est un projet de mission spatiale d'exploration de Jupiter et de ses satellites Europe et Ganymède, proposé conjointement par la NASA et l'Agence spatiale européenne (ESA), pour un lancement prévu vers 2020.

## Origines
En février 2008, la NASA et l'ESA envisagent d'envoyer une sonde vers les lunes des planètes externes via la Outer Planet Flagship Mission. Plus tard, les deux agences prévoient de lancer chacune une sonde spatiale en mutualisant certaines des ressources utilisées : Jupiter Europa Orbiter doit être lancée par la NASA et Jupiter Ganymede Orbiter par l'ESA. À la suite de réductions budgétaires, la NASA renonce à participer aux projets initialement planifiés pour 2020. En avril 2011, l'Agence spatiale européenne annonce qu'elle mène seule une mission vers les satellites de Jupiter. Le 2 mai 2012, l'ESA annonce qu'elle sélectionne le projet Jupiter Icy Moons Explorer (JUICE), évolution du projet JGO, pour un lancement vers 2020 dans le cadre du programme Cosmic Vision.

## Le projet EJSM
Deux missions lourdes (sondes entre 4 et 5 tonnes emportant chacune 11 instruments scientifiques) sont planifiées pour 2020 :
- NASA : Jupiter Europa Orbiter (JEO), qui doit principalement porter sur l'étude des lunes de Jupiter Europe et Io ;
- ESA : Jupiter Ganymede Orbiter (JGO), dont l'objectif principal est d'étudier Ganymede et Callisto.

L'objectif de EJSM est de développer des synergies autour du développement de l'instrumentation scientifique et de mettre en place des synergies au niveau des objectifs scientifiques.
En février 2009, les deux agences annoncent que cette mission est prioritaire sur Titan Saturn System Mission. Pour l'agence européenne, la mission EJSM est alors en compétition avec deux autres projets de l'agence européenne, LISA et IXO.
L'Agence d'exploration aérospatiale japonaise (JAXA) et l'Agence spatiale fédérale russe (FKA) souhaitent également participer à EJSM avec deux projets à un stade moins avancé :
- JAXA : Jupiter Magnetospheric Orbiter (JMO), doit étudier la magnétosphère de Jupiter ;
- Roscosmos : Europa Lander est un atterrisseur qui doit se poser à la surface d'Europe pour effectuer des analyses sur place.